# Ulrich van Lith
Ulrich van Lith (* 1943) ist ein deutscher Wirtschaftswissenschaftler. Er war seit 1990 außerplanmäßiger Professor für Wirtschaftspolitik an der Universität zu Köln.

## Biographie
Nach einer Tätigkeit als Pädagoge begann er ein  Studium der Wissenschaftstheorie bei K. R. Popper und Imre Lakatos an der London School of Economics sowie der Wirtschaftswissenschaften, Pädagogik und Romanistik an der Universität zu Köln. Nach einem Diplomabschluss wurde er dort 1971 Wissenschaftlicher Assistent am Wirtschaftspolitischen Seminar und promovierte 1975. Es folgten u. a. Forschungsaufenthalte bei James M. Buchanan am Center for Study of Public Choice, George Mason University (Virginia), und die Habilitation im Jahre 1983 zu Fragen der Ordnung des Bildungswesens.
Neben Gutachter-, Lehr- und Forschungstätigkeit wirkte van Lith als Geschäftsführer der gemeinnützigen Peter-Klöckner-Stiftung, Duisburg, und als Gründungsdekan der Technischen Hochschule Zittau.
Van Lith ist Mitglied im Verein für Socialpolitik, Ausschuss für Bildungsökonomie, der List-Gesellschaft, der Görres-Gesellschaft zur Pflege der Wissenschaft, der Deutschen Gesellschaft für Erziehungswissenschaften, des Bundesverbandes Deutscher Stiftungen und der Mont Pèlerin Society.

## Veröffentlichungen
- Markt, persönliche Freiheit und die Ordnung des Bildungswesens. Walter Eucken Institut, Mohr, Tübingen 1982
- Der Markt als Ordnungsprinzip des Bildungsbereichs, Oldenbourg, München 1985 (ISBN 3-486-52691-X)
- Bildungsunternehmertum, seine institutionellen Bedingungen, Finanzierung, Kosten und Nutzen der Bildung, Rhein-Ruhr-Institut für Wirtschaftspolitik, Mülheim 1998 (ISBN 3-9803099-4-0)
- Fortentwicklung der einzelbetrieblichen Finanzierung der Berufsbildung, in: Handbuch der Aus- und Weiterbildung, Verlag Deutscher Wirtschaftsdienst, Köln 1999, Nr. 3641
- Reform der Lehrerbildung und Wettbewerb, in: Hans Merkens (Hg.): Deutsche Gesellschaft für Erziehungswissenschaft, Leske & Budrich, Leverkusen 2003, (ISBN 3-8100-3856-3)
- Die Ordnung des Bildungswesen – Problemzonen seiner ordnungsökonomischen Gestaltung, Liberal, Berlin 2005 (ISBN 3-920590-14-7)
- Bildung, Ordnung und Wettbewerb. Ökonomische und sozialethische Bausteine. In: Freiburger Schule und Christliche Gesellschaftslehre. Joseph Kardinal Höffner und die Ordnung von Wirtschaft und Gesellschaft, hg. v.  Nils Goldschmidt u. Ursula Nothelle-Wildfeuer, Untersuchungen zur Ordnungstheorie und Ordnungspolitik 59, Mohr, Tübingen 2010, S. 165–193 (ISBN 978-3-16-150330-6)